# Stamford International University
Stamford International University (STIU) är ett internationellt universitet med campus i flera länder i sydostasien och med huvudcampus i Bangkok, Thailand.
Sedan 2011 är Stamford International University en officiell medlem av Laureate International Universites. 